# Instapmodel
Een instapmodel is een benaming die wordt gegeven aan het basisproduct of -model van een fabrikant. De term wordt binnen een tal van industrieën gebruikt, waaronder de auto-industrie en voor consumentenelektronica.
De term instap betekent dat het product alle basisfuncties heeft om voor nieuwe gebruikers met een nieuw merk of product te beginnen. Een instapmodel hoeft niet per se de goedkoopste uitvoering te zijn, zoals bij een budgetmodel wel het geval is.
Eigenschappen die het een instapmodel maken zijn bijvoorbeeld:
- het ontbreken van extra accessoires
- het basismodel
- betaalbaarheid
- grootte van de auto of het apparaat
- eenvoud en zuinigheid
- weinig onderhoud
- betrouwbaarheid

## Auto-industrie
Binnen de auto-industrie wordt met een instapmodel het lichtst gemotoriseerde en uitgevoerde versie van een bepaald model auto bedoeld. Door de beperking van het aantal accessoires en opties kan de auto goedkoper worden aangeboden, wat de consument kan overhalen om over te stappen, zonder enige voorgaande kennis of ervaring met een bepaald merk of modelserie.
Bekende instapmodellen binnen de auto-industrie zijn:
- Audi A1 en Audi A3
- BMW 1-serie
- Ferrari F430
- Nissan Micra
- Porsche 944
- Saab 90
- Volkswagen ID.3

## Consumentenelektronica
Ook zijn er talloze instapmodellen binnen de consumentenelektronica. Zo kan men denken aan een bepaald model wasmachine, televisie, tablet, smartphone, digitale camera, laptop of een activiteitstracker.